# Johannes Leonardus Arnoldus Kremer
Johannes Leonardus Arnoldus (Johan) Kremer (Urmond, 11 augustus 1798 – Heeze, 17 juni 1867) was Nederlandse predikant, die tussen 1825 en 1867 werkzaam was te Heeze, maar vooral bekendheid verwierf als revolutionair oculist in zowel binnen- als buitenland. Hij was onder andere de vader van journalist en auteur A.J.C Kremer.

## Biografie

### Studie en benoeming tot predikant
Johan Leonard Arnold Kremer wordt op 11 augustus 1798 in Urmond bij Geleen geboren als zoon van Christina Thieben en Arnold Kremer. Johan ging in Utrecht theologie studeren, waar hij zich uiteindelijk als liefhebber ook ging verdiepen in de geneeskunde, en dan met name de oogheelkunde. Na zijn studie werd Kremer benoemd tot predikant van de hervormde gemeente in Heeze door zijn eigen vader, die op dat moment predikant was te Veldhoven.

### Kremer als revolutionair oogarts
Tijdens de renovatie van de gereformeerde kerk van Heeze in 1834, bleek dat een van de metselaars, door zijn zeer beperkte zicht en pijn die hij aan zijn ogen leed, met moeite zijn werk kon uitvoeren. Volgens de metselaar zelf wisten talrijke artsen en heelmeesters geen raad met zijn oogziekten. Uiteindelijk heeft ds. Kremer de man in behandeling genomen. Door met zijn zelf geproduceerde oogwater zijn ogen enkele keren te behandelen, bleek het licht in zijn ogen terug te keren. Deze behandeling zou uiteindelijk het begin van zijn oogpraktijk inluiden. Het nieuws verspreidde zich snel en leidde ertoe dat honderden ooglijders naar Heeze kwamen om door Kremer genezen te worden. Patiënten konden zich elke ochtend melden bij de pastorie, die fungeerde als behandelruimte, en werden dan op de meest innemende wijze door Kremer ontvangen. Het aantal patiënten groeide snel, zo was er in 1837 nog spraken van circa 80 a 100 patiënten en in 1839 werd een aantal van 250 a 300 genoemd. De patiënten, die bestonden uit allerlei standen en sociale klasses en van heinde en verre naar Heeze kwamen, verbleven dan ook vaak van begin mei tot eind september in het Brabantse plaatsje, aangezien een behandeling in de winter niet bevordelijk zou zijn voor de genezing. Opvallend is te noemen dat de behandelingen telkens kosteloos waren, met als gevolg dat Kremer werd afgeschilderd als filantroop.

### Beschuldigingen van kwakzalverij
In de loop van Kremers actieve jaren zijn er vele stukken geschreven die zowel in het voor- als nadeel bleken van zijn praktijk. Zo beweerde meerdere anonieme schrijvers dat het hier ging om schandelijk bedrog en kwakzalverij. In 1836 werd het Kremer door de Commissie van geneeskundig onderzoek en toevoorzigt in de provincie Noord-Braband  verboden om zijn geneeskundige praktijken voort te zetten. Tot groot ongenoegen van de vele patiënten die succesvol behandeld bleken te zijn. Met als gevolg dat Andreas van den Bogaerde van Terbrugge, die destijds de functie van gouverneur van Noord-Brabant bekleedde, een onderzoek instelde welke gunstig uitviel voor ds. Kremer. De dominee mocht daarna dan ook zijn praktijk weer hervatten. In die periode werd Kremer ook meerdere malen benadert om zijn samenstelling van geneesmiddelen prijs te geven. Dit weigerde hij telkens weer, ook tegen betaling.
Ook journalist Eillert Meeter schreef meerdere malen over de dominee, nadat hij overtuigt was geraakt van de doeltreffendheid van Kremers behandeling en nam het dan ook veelal voor zijn praktijk op. Meeter was in opdracht van koning Willem II in 1842 een onderzoek gestart naar de dominee. Later schreef Meeter dat de belangstelling van de koning voor de dominee voortkwam uit het feit dat Kremer voogd bleek te zijn van Cornelia Vogel, volgens Meeter een natuurlijke dochter van de koning. Tijdens het schrijven van de brochures over Kremer, die door Meeters werden geschreven als reactie op negatieve brochures, werd hem duidelijk dat Kremer uitkeek naar koninklijk blijk van waardering. Bij Koninklijk Besluit van 6 december 1846 wordt Kremer inderdaad tot ridder in de Orde van de Nederlandse Leeuw benoemd. In hoeverre hij dat aan de brochure van Meeter te danken heeft is niet duidelijk.

### Kremers bijdragen aan Heeze als schildersdorp
Er kan gesteld worden dat ds. Kremer indirect verantwoordelijk is voor het feit dat Heeze eind 19e eeuw uitgroeide tot een waar schildersdorp. De eerste kunstschilder die Heeze en haar omgeving vereeuwigde op doek was Henriëtte Ronner-Knip. Dit kwam tot stand nadat zij en haar vader, de kunstenaar Josephus Augustus Knip, naar Heeze waren afgereisd, aangezien hij aan een oogziekte leed en dus patiënt was bij de dominee. Door de honderden patiënten die Kremer per jaar had, en die soms gedurende maanden in Heeze verbleven, bevonden zich in het dorp een aantal hotels en pensions, die na de dood van Kremer op 17 juni 1867 dan ook leeg kwamen te staan. Dat Heeze zich kon ontwikkelen tot een schildersdorp kwam vooral vanwege de aanwezigheid van deze logies